# Xhem Hasa

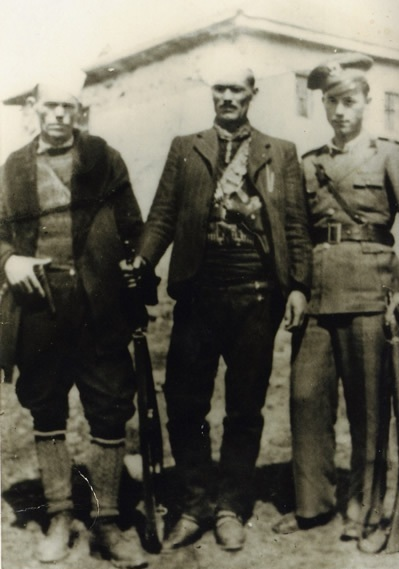
Xhem und zwei seiner Brüder

Xhemail Hasani (* 1908 bei Simnica bei Gostivar; † 6. Mai 1945), bekannt als Xhem Hasa und Xhem Gostivari, war ein albanischer Nationalist und Kollaborateur der Achsenmächte. Er war verantwortlich für die Aktivitäten der Balli Kombëtar in den westlichen Regionen des jugoslawischen Mazedoniens, einem Teil Jugoslawiens, das während des Zweiten Weltkriegs von faschistischem Italien und Nazi-Deutschland besetzt war.

## Frühes Leben
Xhem Hasa wuchs in einer armen Familie mit vielen Geschwistern auf. Während seiner Kindheit bis zum frühen Erwachsenenalter arbeitete Xhem als Bauer auf dem Hof seiner Familie.

## Exil in Albanien
Hasa ermordete den Leiter der Gendarmerie in Gostivar, der die örtlichen Albaner misshandelt hatte: In der Folge floh er über den Korab nach Albanien, wo er 1936 Asyl suchte. Er lebte am Stadtrand von Elbasan, wo er bald von zwei seiner Brüder, Musli und Abdullah, sowie deren Familien begleitet wurde.
Trotz seiner Flucht setzte die jugoslawische Behörde Hasas Familie unter Druck, um ihn zur Rückkehr nach Jugoslawien zu bewegen, wo er wegen des Mordes zur Rechenschaft gezogen werden sollte. Die Behörden verhafteten zwei seiner Brüder sowie Hasas Frau und seine Mutter. Nach der Inhaftierung wurde die Familie in die Türkei verbannt. Auf dem Weg nach Thessaloniki zogen sie jedoch nach Elbasan und ließen sich bei Xhem nieder.

## Zweiter Weltkrieg

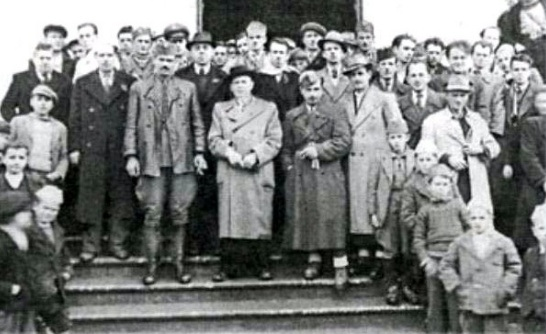
Das Albanische Nationaltreffen in der Stadt Tetovo (Mitte links, Xhem Hasa, und Mitte rechts, Mefail Shehu).

Nach dem Fall Griechenlands und Jugoslawiens im April 1941 kehrte Hasa nach Gostivar zurück, wo er lokale Albaner vereinte. Diese Gruppe von Kämpfern besetzte Gostivar. Im Herbst 1943, nach der Kapitulation Italiens, besetzte Deutschland ganz Albanien. Die Balli Kombëtar schloss ein Abkommen mit den Deutschen und bildete eine Kollaborationsregierung in Tirana, die den Krieg gegen die LANÇ (Nationale Befreiungsbewegung Albaniens) und die jugoslawischen Partisanen fortsetzte. Xhem Hasa und sein Bataillon wurden in die Balli Kombëtar eingegliedert. Hasas Siege in Kämpfen führten zu seiner Ernennung zum Kommandanten der Balli Kombëtar in Mazedonien.
Jedoch stellten sich sowohl jugoslawische als auch albanische kommunistische Partisanen den Kräften der Balli Kombëtar entgegen. Als Maqellara, das zwischen Debar und Peshkopi liegt, von der Fünften Partisanenbrigade zurückerobert wurde, starteten die Deutschen mit Unterstützung von Hasas Ballisten einen Angriff von Debar aus und besiegten die Partisanen. Fiqri Dine, Xhem Hasa und Hysni Dema sowie drei deutsche Majore leiteten militärische Kampagnen gegen die albanischen und jugoslawischen Partisanen. Hasa war ein enger Vertrauter von Mefail Shehu und schickte häufig Truppen aus Gostivar und Tetovo, um ihm zu helfen.

## Tod
Die jugoslawischen Partisanen hatten Schwierigkeiten, gegen Xhem Hasa zu kämpfen. Dies führte dazu, dass sie einen engen Vertrauten von Hasa bestachen, um ihn ermorden zu lassen. Am 6. Mai 1945 wurde Hasa von diesem getötet. Einzelne behaupten, dass dieser Vertraute sein Schwager war. Nach einer anderen Version, die von Balli-Mitkämpfern überliefert wurde, wurde er am 2. April 1945 von seinen engen Mitarbeitern im Auftrag des jugoslawischen Geheimdienst OZNA vergiftet. Nach seinem Tod wurde ihm der Kopf abgeschnitten und als Beweis nach Gostivar geschickt, wo er zwei Tage lang ausgestellt wurde. Balli-Mitgliedern gelang es schließlich, den Kopf zu bergen.

## Nachwirken
Im Jahr 2010 schlug die politische Partei der Mazedonischen Albaner, Neue Demokratie, vor, ein Denkmal für Hasa in Gostivar zu errichten. Seit 2006 gibt  es ein Denkmal in seinem Geburtsort Simnica.